# Ram Sarup
Ram Sarup – indyjski zapaśnik walczący w stylu wolnym. Olimpijczyk z Melbourne 1956, gdzie zajął ósme miejsce w kategorii do 62 kg.

## Letnie Igrzyska Olimpijskie 1956
| Konkurencja      | Rundy eliminacyjne   | Rundy eliminacyjne | Rundy eliminacyjne        | Klas. końcowa |
| Konkurencja      | Przeciwnik I         | Przeciwnik II      | Przeciwnik III            | Miejsce       |
| ---------------- | -------------------- | ------------------ | ------------------------- | ------------- |
| 62 kg styl wolny | Joseph Mewis (BEL) P | wolny los Z        | Linar Salimullin (ZSRR) P | 8.            |